# Вермільйон (округ, Індіана)
Шаблон:StateAbbr_ 39°51′ пн. ш. 87°28′ зх. д. / 39.85° пн. ш. 87.46° зх. д.
Округ  Вермільйон (англ. Vermillion County) — округ (графство) у штаті  Індіана, США. Ідентифікатор округу 18165.

## Історія
Округ утворений 1824 року.

## Демографія
За даними перепису 
2000 року 
загальне населення округу становило 16788 осіб, зокрема міського населення було 6920, а сільського — 9868.
Серед мешканців округу чоловіків було 8177, а жінок — 8611. В окрузі було 6762 домогосподарства, 4715 родин, які мешкали в 7405 будинках.
Середній розмір родини становив 2,94.
Віковий розподіл населення поданий у таблиці:
| Стать    | До 15 років | 15-21 | 22-29 | 30-39 | 40-49 | 50-65 | 65-85 | Понад 85 |
| -------- | ----------- | ----- | ----- | ----- | ----- | ----- | ----- | -------- |
| Чоловіки | 1714        | 786   | 795   | 1159  | 1251  | 1476  | 894   | 102      |
| Жінки    | 1595        | 718   | 749   | 1162  | 1271  | 1458  | 1365  | 293      |

## Виноски
1. ↑  U.S. Decennial Census. United States Census Bureau. Архів оригіналу за 26 квітня 2015. Процитовано 10 липня 2014.
2. ↑  Historical Census Browser. University of Virginia Library. Архів оригіналу за 11 серпня 2012. Процитовано 10 липня 2014.
3. ↑  Population of Counties by Decennial Census: 1900 to 1990. United States Census Bureau. Процитовано 10 липня 2014.
4. ↑  Census 2000 PHC-T-4. Ranking Tables for Counties: 1990 and 2000 (PDF). United States Census Bureau. Процитовано 10 липня 2014.
5. ↑  State & County QuickFacts. United States Census Bureau. Архів оригіналу за 7 червня 2011. Процитовано 10 липня 2014.(англ.) Наведено за англійською вікіпедією.
6. ↑  American FactFinder. Бюро перепису населення США. Архів оригіналу за 26 лютого 2012. Процитовано 31 січня 2008.

| США | Це незавершена стаття з географії США. Ви можете допомогти проєкту, виправивши або дописавши її. |